# Österreichische Meisterschaften in der Nordischen Kombination 2020

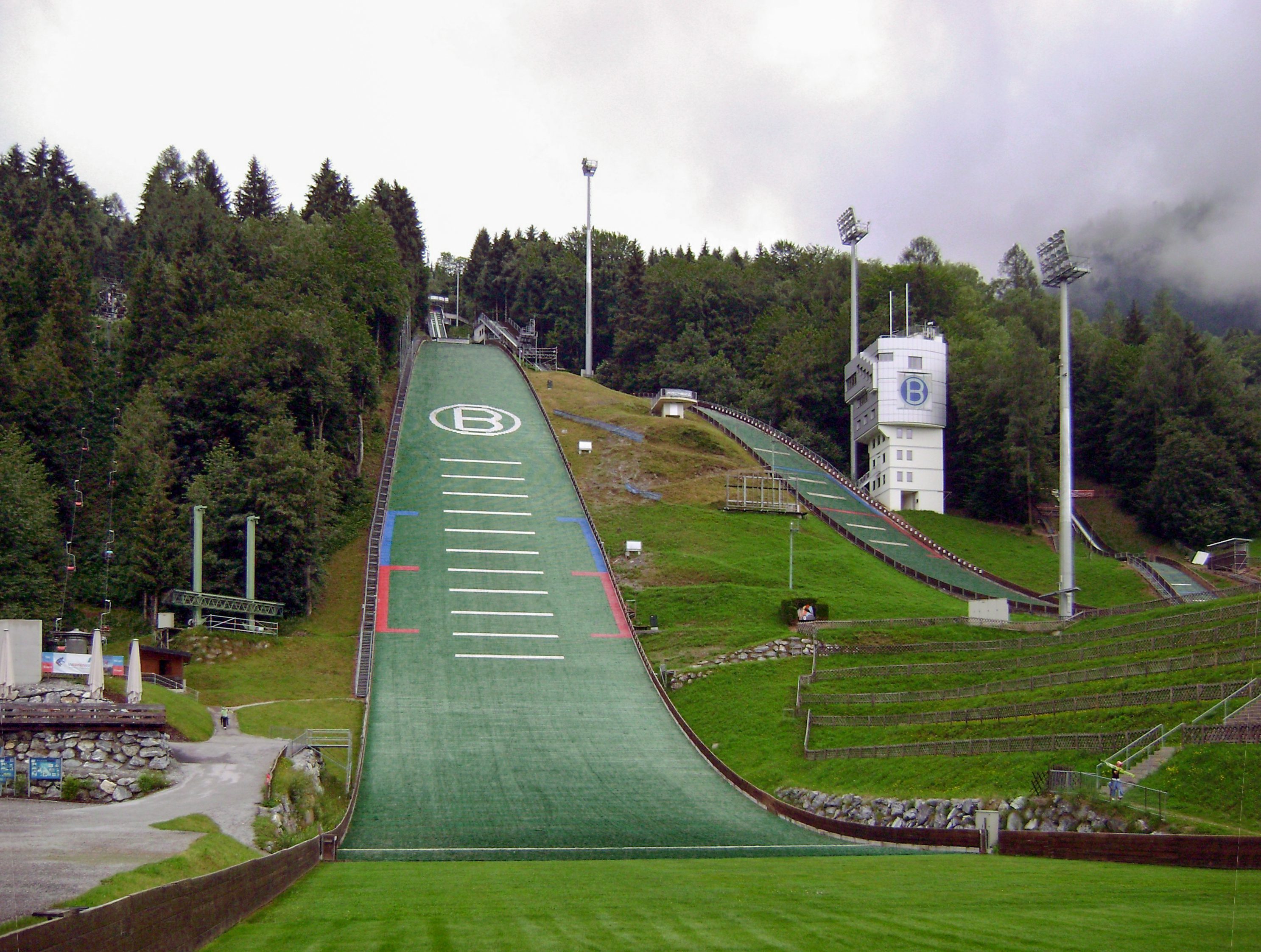
Paul-Außerleitner-Schanze in Bischofshofen

Die österreichischen Staatsmeisterschaften in der Nordischen Kombination 2020 fanden vom 25. bis zum 27. September in Eisenerz und Bischofshofen statt. Der Veranstalter war der Österreichische Skiverband, wohingegen die Wintersportvereine SC Erzbergland und SC Bischofshofen sowie die Landesskiverbände Steiermark und Salzburg für die Durchführung zuständig waren. Als erste Station machten die Sporttreibenden in Eisenerz halt, wo sowohl die Männer als auch die Frauen einen Einzelwettkampf nach der Gundersen-Methode abhielten. Hierfür wurde von der Normalschanze der Erzbergschanzen (K 98 / HS 109) gesprungen, ehe der Langlauf bei den Männern über 10 km sowie bei den Frauen über 5 km auf Skirollern ausgetragen wurde. Nach Bischofshofen reisten lediglich die Männer, die dort einen weiteren Einzelbewerb durchführten, dieses Mal jedoch von der Paul-Außerleitner-Großschanze (K 125 / HS 142). Die Materialkontrolle erfolgte nach den Bestimmungen der österreichischen beziehungsweise internationalen Wettkampfordnung.
Da aufgrund der COVID-19-Pandemie und deren Auswirkungen im Sommer keine internationalen Wettkämpfe in der Nordischen Kombination abgehalten wurden, galten die Meisterschaften 2020 als besonders wichtig und spannend. Daher waren mit der Ausnahme der sich von Verletzungen und Krankheiten erholenden Athleten Eva Hubinger, Mario Seidl und Bernhard Gruber alle Spitzensportler dabei. Auch Vorjahressiegerin Lisa Hirner fehlte in der Startliste, welche 30 Männer sowie sieben Frauen umfasste. Die Meisterschaften finden gemeinsam mit den Skisprung-Meisterschaften statt.

## Programm und Zeitplan
Der hier dargestellte Zeitplan der österreichischen Meisterschaften entspricht der ursprünglichen Planung des ÖSV. Diese konnte aufgrund eines massiven Wetterumschwungs in Eisenerz nicht eingehalten werden, da die mit Matten belegten Erzbergschanzen am Wettkampftag zunächst vom Schnee befreit werden mussten. Der Probedurchgang in Eisenerz begann daher erst um 12:35 Uhr, während der erste Durchgang um 14:10 Uhr startete. Der Zeitplan in Bischofshofen konnte eingehalten werden.
| Datum              | Uhrzeit      | Ereignis                    | Geschlecht      | Ort                       |
| ------------------ | ------------ | --------------------------- | --------------- | ------------------------- |
| Fr., 25. September |              | Freies Training             | Frauen & Männer | Erzbergschanzen           |
| Sa., 26. September | 08:00        | Mannschaftsführersitzung    | Frauen & Männer | Eisenerz                  |
| Sa., 26. September | 09:00        | Probedurchgang              | Frauen & Männer | Erzbergschanzen           |
| Sa., 26. September | 10:45        | Wertungsdurchgang Gundersen | Frauen & Männer | Erzbergschanzen           |
| Sa., 26. September | 14:00        | 5 km Lauf                   | Frauen          | Erzberg Arena             |
| Sa., 26. September | 14:30        | 10 km Lauf                  | Männer          | Erzberg Arena             |
| Sa., 26. September | anschließend | Siegerehrung                | Frauen & Männer | Erzberg Arena             |
| So., 27. September | 08:00        | Mannschaftsführersitzung    | Männer          | Bischofshofen             |
| So., 27. September | 09:00        | Probedurchgang              | Männer          | Paul-Außerleitner-Schanze |
| So., 27. September | 10:30        | Wertungsdurchgang Gundersen | Männer          | Paul-Außerleitner-Schanze |
| So., 27. September | 14:00        | 5 km Berg-Rollerrennen      | Männer          | Bischofshofen             |
| So., 27. September | anschließend | Siegerehrung                | Männer          | Bischofshofen             |

## Ergebnisse

### Frauen

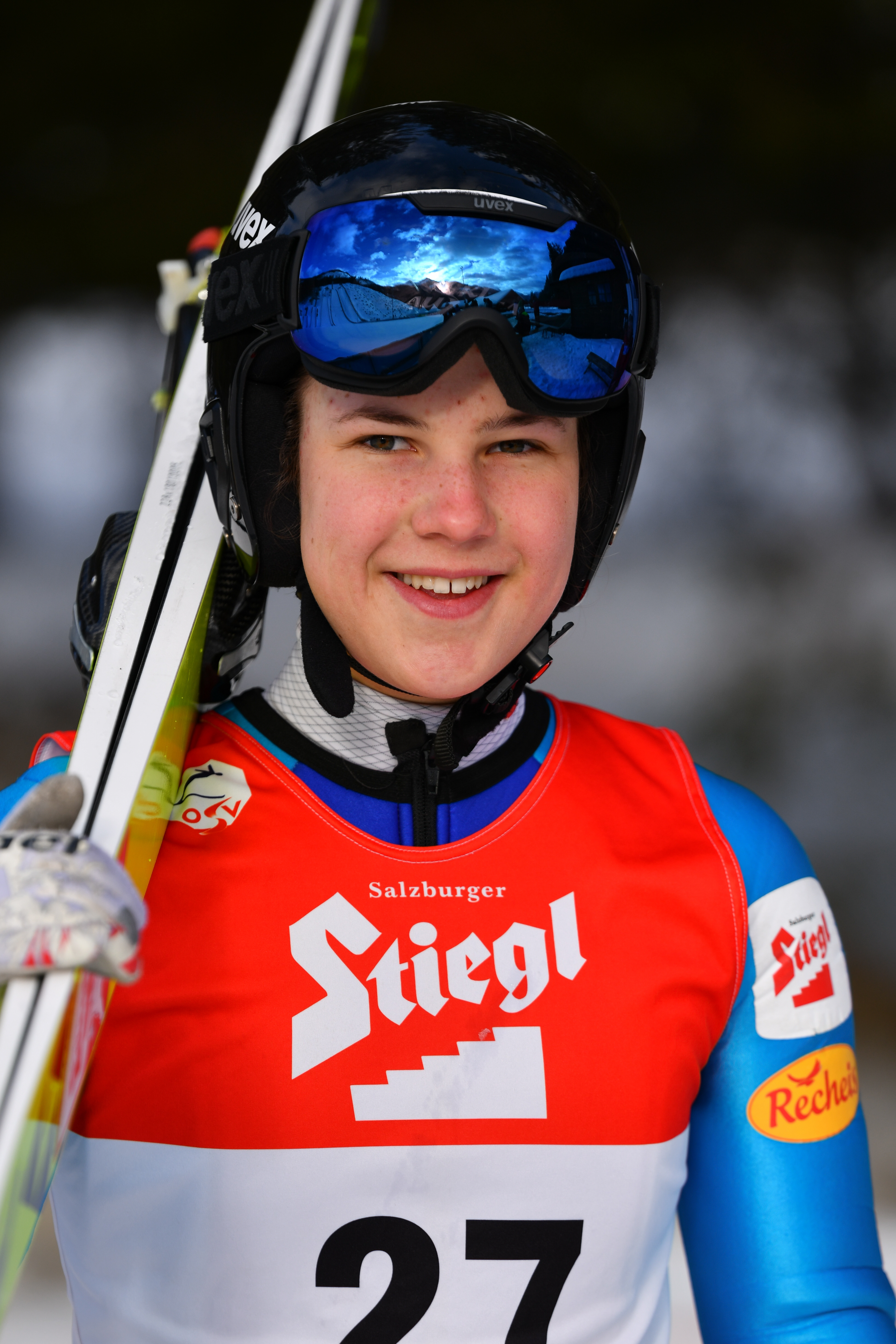
Staatsmeisterin Kleinrath im Februar 2020 in Eisenerz

Die Frauen hielten ihren Wettbewerb im Gundersen von der Normalschanze sowie über 5 Kilometer ab. Österreichische Staatsmeisterin wurde Sigrun Kleinrath, die nach dem Sprungdurchgang noch hinter Claudia Purker gelegen hatte. Purker war erst im Frühjahr vom Spezialspringen zur Kombination gewechselt und muss daher besonders im Laufbereich noch einiges nachholen. Für sie reichte es letztlich zum dritten Rang. Kleinrath zeigte sich im Anschluss sehr zufrieden: „Ich bin überglücklich über meinen ersten Staatsmeistertitel. Es ist ein tolles Gefühl und eine super Atmosphäre hier in Eisenerz. Der Wettkampf heute war richtig cool und mir ist alles aufgegangen. Schade, dass Lisa nicht teilnehmen und sich mit mir matchen konnte. Für den Winter und die kommende Weltcupsaison gibt es eine ordentliche Portion Selbstvertrauen.“
| Platz | Name                | Verein                | Sprungpunkte | Laufzeit | Rückstand |
| ----- | ------------------- | --------------------- | ------------ | -------- | --------- |
| 01.   | Sigrun Kleinrath    | NTS Salzkammergut     | 097,7        | 15:50,5  | 16:14.5   |
| 02.   | Annalena Slamik     | Nordic Team Absam     | 080,1        | 16:57,8  | +2:17,3   |
| 03.   | Claudia Purker      | SC Bischofshofen      | 103,7        | 18:39,0  | +2:24,4   |
| 04.   | Laura Pletz         | SC Erzbergland        | 058,6        | 16:17,1  | +3:02,5   |
| 05.   | Marit Weichselbraun | WSV Wörgl             | 040,7        | 16:29,5  | +4:26,9   |
| 06.   | Anja Rathgeb        | SSC Erzbergland       | 034,5        | 16:30,7  | +4:53,1   |
| 07.   | Mani Cooper         | SV Innsbruck-Bergisel | 028,8        | 16:32,3  | +5:17,8   |

### Männer

#### Gundersen Normalschanze
Franz-Josef Rehrl konnte seinen Vorsprung aus dem Springen behaupten und den österreichischen Staatsmeistertitel gewinnen. Es kamen alle 30 Athleten in die Wertung.
| Platz | Name               | Verein              | Sprungpunkte | Laufzeit | Rückstand |
| ----- | ------------------ | ------------------- | ------------ | -------- | --------- |
| 01.   | Franz-Josef Rehrl  | WSV Ramsau          | 131,3        | 24:54,8  | 24:54,8   |
| 02.   | Thomas Jöbstl      | NSG Klagenfurt      | 123,4        | 24:37,8  | +0:15,0   |
| 03.   | Lukas Greiderer    | Nordic Team Absam   | 125,8        | 25:00,4  | +0:27,6   |
| 04.   | Stefan Rettenegger | TSU St. Veit        | 115,4        | 24:25,9  | +0:35,1   |
| 05.   | Lukas Klapfer      | SC Erzbergland      | 115,9        | 24:29,6  | +0:36,8   |
| 06.   | Manuel Einkemmer   | WSV Wörgl           | 121,8        | 25:00,4  | +0:43,6   |
| 07.   | Johannes Lamparter | Nordic Team Absam   | 122,6        | 25:09,8  | +0:50,0   |
| 08.   | Philipp Orter      | SV Villach          | 114,3        | 25:00,9  | +1:14,1   |
| 09.   | Martin Fritz       | WSV Murau           | 109,9        | 24:59,4  | +1:30,6   |
| 10.   | Marc-Luis Rainer   | SK Saalfelden       | 107,9        | 25:21,9  | +2:01,1   |
| 11.   | Samuel Mraz        | SG Klagenfurt       | 106,4        | 25:16,2  | +2:01,4   |
| 12.   | Christian Deuschl  | SG Klagenfurt       | 121,9        | 26:28,4  | +2:11,6   |
| 13.   | Fabian Hafner      | SV Villach          | 118,7        | 26:17,0  | +2:12,2   |
| 14.   | Max Teeling        | SC Bischofshofen    | 098,2        | 25:04,1  | +2:21,3   |
| 15.   | Fabio Obermeyr     | WSC Bad Mitterndorf | 100,5        | 25:15,1  | +2:23,3   |
| 16.   | Florian Dagn       | Kitzbüheler SC      | 092,5        | 24:46,4  | +2:26,6   |
| 17.   | Stefan Peer        | WSV Wörgl           | 101,1        | 25:31,8  | +2:38,0   |
| 18.   | Paul Walcher       | WSV Ramsau          | 100,4        | 25:29,9  | +2:39,1   |
| 19.   | Severin Reiter     | SC Bischofshofen    | 095,1        | 25:48,4  | +3:18,6   |
| 20.   | Florian Kolb       | Nordic Team Absam   | 097,2        | 26:05,5  | +3:26,7   |

#### Gundersen Großschanze
Am Sonntag, dem 27. September 2020 wurde der Meister von der Großschanze und über 5 km in einem Berg-Rollerrennen ermittelt. Es waren 23 Teilnehmer gelistet, doch ging ein Athlet nicht an den Start. Den Sprungdurchgang gewann Lukas Greiderer, wohingegen Stefan Rettenegger die beste Laufzeit vorzuweisen hatte. Österreichischer Staatsmeister wurde Greiderer. Es wurde eine Runde à 4860 Meter mit einer Höhendifferenz von 310 Metern gelaufen.
| Platz | Name               | Verein              | Sprungpunkte | Laufzeit | Rückstand |
| ----- | ------------------ | ------------------- | ------------ | -------- | --------- |
| 01.   | Lukas Greiderer    | Nordic Team Absam   | 125,8        | 21:48,5  | 21:48,5   |
| 02.   | Thomas Jöbstl      | NSG Klagenfurt      | 119,4        | 21:44,7  | +0:22,2   |
| 03.   | Franz-Josef Rehrl  | WSV Ramsau          | 120,4        | 22:00,0  | +0:33,5   |
| 04.   | Johannes Lamparter | Nordic Team Absam   | 113,1        | 22:04,0  | +1:06,5   |
| 05.   | Martin Fritz       | WSV Murau           | 102,7        | 22:32,6  | +2:16,1   |
| 06.   | Stefan Rettenegger | TSU St. Veit        | 089,5        | 21:43,8  | +2:20,3   |
| 07.   | Lukas Klapfer      | SC Erzbergland      | 102,6        | 22:59,0  | +2:43,5   |
| 08.   | Manuel Einkemmer   | WSV Wörgl           | 095,3        | 22:53,6  | +3:07,1   |
| 09.   | Philipp Orter      | SV Villach          | 094,4        | 23:28,1  | +3:45,6   |
| 10.   | Marc-Luis Rainer   | SK Saalfelden       | 094,0        | 23:47,4  | +4:05,9   |
| 11.   | Samuel Mraz        | SG Klagenfurt       | 084,4        | 23:12,8  | +4:10,2   |
| 12.   | Nico Rathgeb       | SC Erzbergland      | 094,1        | 24:11,3  | +4:29,8   |
| 13.   | Christian Deuschl  | SG Klagenfurt       | 086,9        | 23:54,6  | +4:42,1   |
| 14.   | Fabian Hafner      | SV Villach          | 098,8        | 24:44,8  | +4:44,3   |
| 15.   | Fabio Obermeyr     | WSC Bad Mitterndorf | 065,6        | 22:49,0  | +5:01,5   |
| 16.   | Lukas Schöneberger | SC Erzbergland      | 075,3        | 23:51,9  | +5:25,3   |
| 17.   | Max Teeling        | SC Bischofshofen    | 072,6        | 23:44,5  | +5:29,0   |
| 18.   | Florian Kolb       | Nordic Team Absam   | 088,0        | 24:59,2  | +5:41,6   |
| 19.   | Florian Dagn       | Kitzbüheler SC      | 056,4        | 24:15,8  | +7:05,3   |
| 20.   | Sebastian Brandner | SC Erzbergland      | 079,3        | 25:56,3  | +7:13,8   |
| 21.   | Stefan Peer        | WSV Wörgl           | 059,2        | 24:59,7  | +7:37,2   |
| 22.   | Nicolas Pfandl     | WSV Murau           | 033,1        | 24:42,2  | +9:04,7   |
| DNS   | Samuel Lev         | SZ Velden           |              |          | +9:05     |